# Chutes de Ruacana
Les chutes de Ruacana (parfois orthographié Roacana), sont des chutes d'eau, situé sur le fleuve Kunene, près de la ville de Ruacana, au nord de la Namibie.

## Histoire
Historiquement, le débit des chutes lors des périodes de crue a fortement diminué depuis la mise en activité du barrage de Calueque en Angola, ainsi que celui de Gove (complété en 1975) bâti en amont des chutes, qui régule directement le débit des chutes toute l'année. Lors des travaux, 400.000 m³ de roches ont été retirés du site.
La plus grande des deux centrales hydro-électriques en amont des chutes est construite dans les années 1970,. Un tunnel de 8 mètres de diamètre dévie les eaux en crue vers la centrale depuis 1973,. Le plan de développement de la centrale a été opéré avec la coopération des autorités portugaises, et financé par l'Afrique du Sud et la SWAWEK. Au moment de sa mise en route, le projet représente la principale source d'électricité du pays. dans les années 1980, la centrale hydro-électrique est souvent la cible de sabotages.
En janvier 2020, après un an de sècheresse, les eaux reviennent couler dans les gorges des chutes.

## Description
Les chutes mesurent 120 mètres de haut (ou 107 mètres) et 700 de large lors de sa plus intense activité. Elles sont parmi les plus grandes chutes d'eau d'Afrique, à la fois par leur volume et par leur taille. En période de crue, les chutes peuvent atteindre plus de 1000 mètres de large. En avril 1984, la chute connait un débit de 3000 m³/s (la station de mesure des eaux est inondée pendant une semaine). Un nouveau record est enregistré en 2011, avec un débit de 1844 m³/s.
Les chutes se situent à la frontière entre l'Angola et la Namibie. Le point d'observation des chutes se situe du côté namibien.